# Radsport

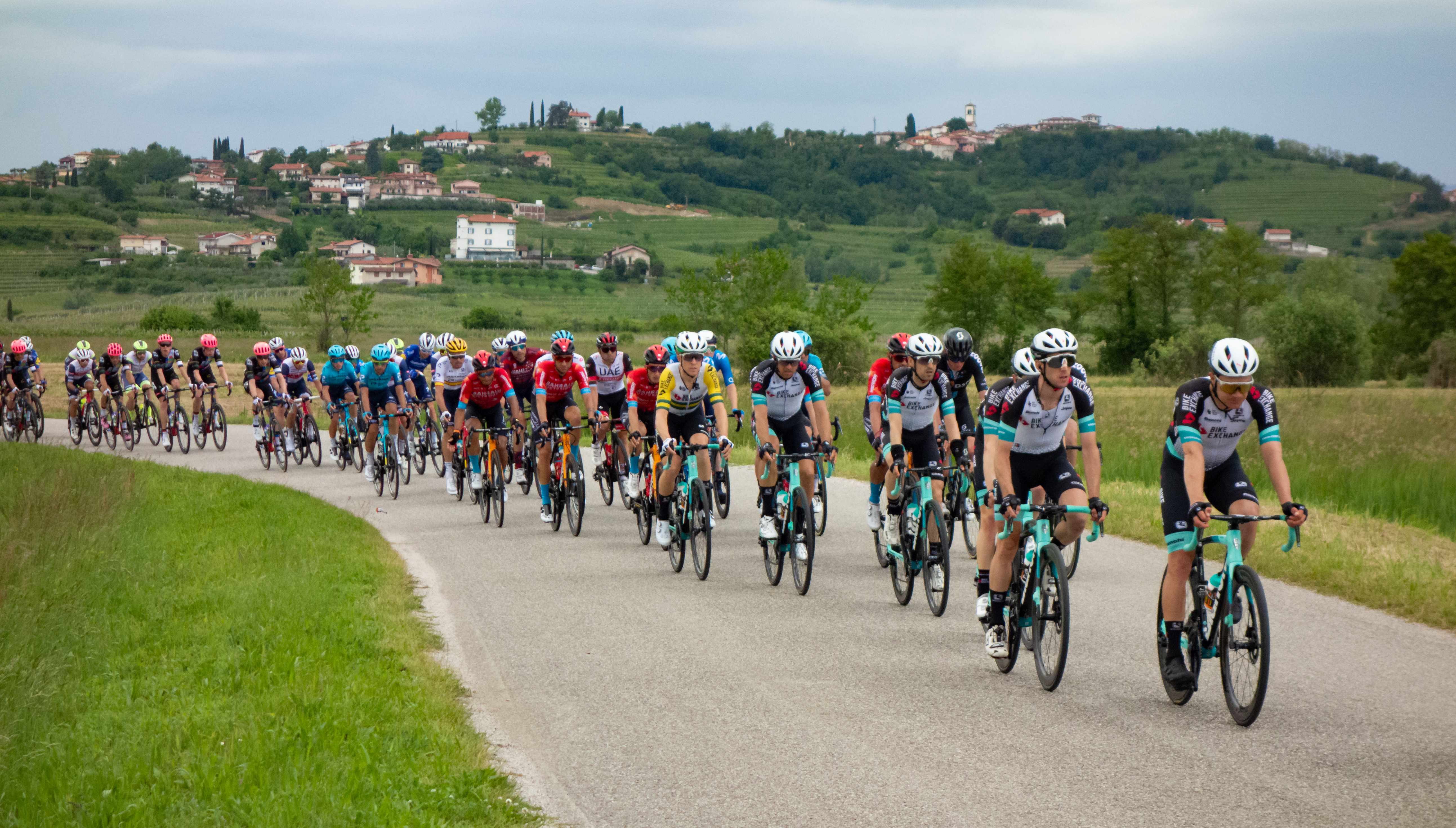
Das Peloton beim Giro d’Italia 2021

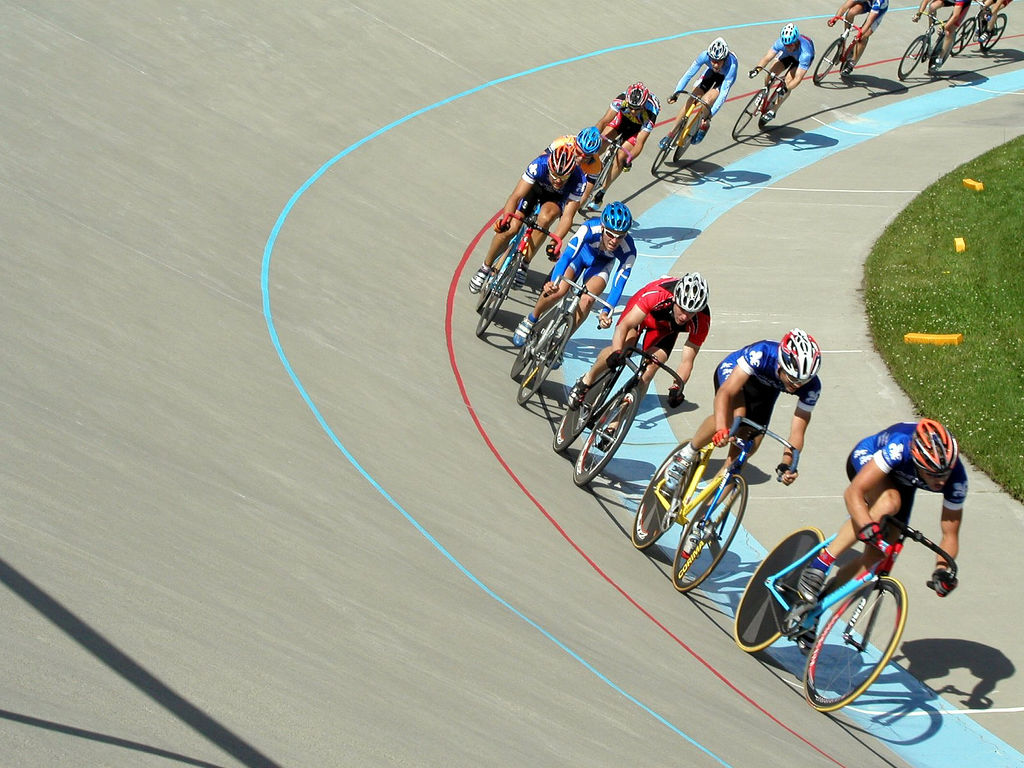
Ein Bahnradrennen

Als Radsport, schweizerisch auch Velosport, bezeichnet man Sportarten, die mit dem Fahrrad ausgeführt werden.
Dazu gehören der Straßenradsport mit dem Straßenradrennsport, dem Radmarathon, der Radtouristik und den Jedermannrennen, weiter der Bahnradsport, Mountainbikesport, Cyclocross, Gravelrennen, Trial (Geschicklichkeitsfahren), BMX-Rennsport und BMX-Freestyle, Mountainbike-Orienteering, das Einradfahren sowie die Hallenradsportarten Kunstradfahren, Radball und Radpolo. Im Behindertensport gibt es das Paracycling und den Special Olympics-Radsport. Aus dem Spinning bzw. Indoor Cycling als Trainingsform und Fitnesstraining hat sich das E-Cycling als eigenständige Sportart entwickelt.

## Frühgeschichte
Die frühen Typen des Fahrrads vor der Entwicklung des heute üblichen Niederrads – also die oft Draisine genannte Laufmaschine in den 1820er Jahren und vor allem das Hochrad der 1870er und 1880er Jahre – waren davon geprägt, dass das Fahrrad kein Nutzgefährt war, sondern als Sport- und Spaßgerät benutzt wurde. Hochradfahrer galten als mutige Hasardeure und erregten dementsprechend seit den 1870er Jahren mit Abenteuertouren große Aufmerksamkeit. So soll die erste Weltumradelung auf zwei Rädern dem Amerikaner Thomas Stevens von 1884 bis 1886 gelungen sein.
In Deutschland wurde mit dem Eimsbütteler Velocipeden-Club am 17. April 1869 der erste Radsportclub in Altona/Elbe aus der Taufe gehoben. Schon am 10. September veranstalteten die Fahrradfans während einer Industrieausstellung im selben Jahr ein erstes Rennen mit Teilnehmern aus Frankreich, Dänemark und England.
Bald verlagerte sich das Interesse der Öffentlichkeit von den Abenteuerfahrten, die eher Entdeckungsreisen als Sportausübungen glichen, auf Rekordfahrten, bei denen einzelne Rennfahrer eine bestimmte Langstrecke (etwa die größtmögliche Entfernung auf der britischen Insel vom Cornwall nach Nordschottland von 1400 km) in möglichst kurzer Zeit abzufahren hatten. Damit konnte den skeptischen Zeitgenossen die Überlegenheit des Fahrrads über alle anderen individuellen Verkehrsmittel der Jahrhundertwende zum 20. Jahrhundert demonstriert werden.
Am 8. Dezember 1867 fand das erste Eintagesrennen der Welt in Paris statt. Etwa 100 Teilnehmer fanden sich auf der Avenue des Champs-Élysées ein und starteten zum rund 23 km entfernten Schloss Versailles.
Das erste von Frauen bestrittene Radrennen wurde am 1. November 1868 in Bordeaux ausgetragen. Schauplatz des Ereignisses war der Parc Bordelais. Vier Frauen absolvierten ein Rennen auf einer 500 Meter langen Strecke.
Das erste Straßenrennen soll schon 1865 in Amiens (Frankreich) stattgefunden haben. Viele der damals initiierten Rennen sind noch heute „Klassiker“ wie etwa die „Frühjahrsklassiker“ Lüttich–Bastogne–Lüttich (seit 1892), Paris–Roubaix (seit 1896) oder Mailand-San Remo (seit 1907). Seit den ersten Olympischen Sommerspielen 1896 gehören Disziplinen des Straßen- und Bahnradsports zu den olympischen Disziplinen. Hundert Jahre später, 1996, wurde das Mountainbikerennen olympisch und 2008 kam das BMX-Rennen dazu.
Vor allem ab den 90er Jahren des 19. Jahrhunderts fanden Distanzrennen zunehmende Aufmerksamkeit beim Publikum, bei denen eine größere Zahl von konkurrierenden Rennfahrern Entfernungen von fast immer über 500 km hinter sich bringen mussten.
1903 schließlich wurde als erstes Etappenrennen die Tour de France ins Leben gerufen, bei der ähnliche Streckenlängen wie bei den Distanzrennen absolviert werden mussten – in diesem Falle allerdings an mehreren aufeinanderfolgenden Tagen. In sechs Etappen wurden damals 2428 km absolviert, der Schnitt des Siegers betrug beachtliche 26 km/h.

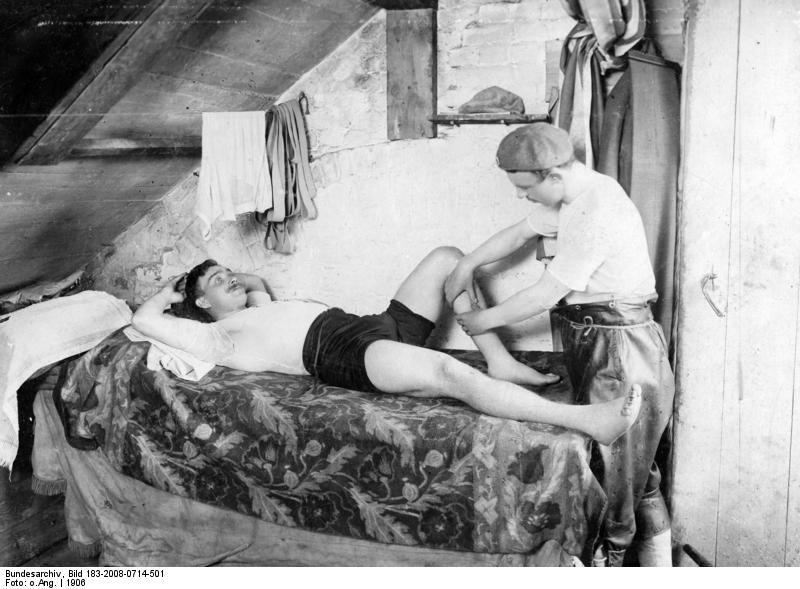
Radrennfahrer bei der Massage vor dem Dauerrennen (Berlin 1906)

Neben den Straßenrennen waren aber auch Radveranstaltungen auf der Bahn, wie etwa Sechstagerennen und Steherrennen schon in der Frühzeit des Radsports äußerst populär.
Im Radsport wurde das erste systematische Sponsoring im modernen Sport praktiziert: Von Beginn an wurden alle Arten des Radsports von Fahrradfirmen unterstützt und beeinflusst, weil dadurch die zunächst oft bezweifelte Wertigkeit des Produkts Fahrrad an sich und später der verschiedenen Fabrikate im Speziellen exzellent veranschaulicht werden konnte. Schon in den 1910er Jahren fuhren die Radprofis bei der Tour de France nicht in Nationalmannschaften, sondern – wie heute auch – in Firmenteams. Dies steht im Gegensatz zur Entwicklung anderer, viel älterer Sportarten wie Turnen, Fußball oder Leichtathletik, die jahrzehntelang Amateursportarten blieben.
Generell wird der Radsport von der Wende zum 20. Jahrhundert bis zum Ersten Weltkrieg von Historikern als die neben dem Boxen vielleicht bedeutendste und beliebteste Zuschauersportart eingeschätzt.
Radfahren als Breitensport erlebte im Deutschen Reich der 1880er/1890er-Jahre einen regelrechten Boom, der zeitgenössisch als „Massenwahnsinn ohne Gleichen“ (Georg Hirth, 1896) beschrieben wurde. Zu dieser Entwicklung maßgeblich beigetragen hatten die zahlreichen Radsportvereine, die bis zur Jahrhundertwende vor allem vom wohlhabenden Bürgertum geprägt waren. Im Zuge einer Verschiebung der Sozialstruktur bei Radfahrenden und durch den Aufstieg des günstiger werdenden Fahrrads zum allgemeinen Verkehrsmittel für breitere gesellschaftliche Schichten lösten sich jedoch nach 1900 viele dieser Vereine auf.
1966 erhält Cosette Québatte als erste Schweizer Radrennfahrerin eine Lizenz der Union Cycliste Suisse.

## Radsport als Gesundheitssport
Da das Körpergewicht durch den Sattel unterstützt wird und somit die Druckbelastung auf die Gelenke in den Beinen und Sprunggelenken bei gleicher Leistung geringer ist, als beim Jogging oder dem Nordic Walking, gilt der Radsport als sinnvoller Gesundheitssport in allen Altersklassen. Auch wenn ein gewisses Unfallrisiko besteht, so überwiegen doch die gesundheitsförderlichen Aspekte. Bei einem gewünschten Leistungsaufbau sind auch beim Gesundheitssport die Prinzipien der Periodisierung des sportlichen Trainings zu berücksichtigen. Im Rahmen des Programms Sattelfest sind diese von Arnd Krüger angewandt worden. Selbst das regelmäßige Radfahren zur Arbeit hat einen längerfristigen gesundheitlichen Nutzen, wie in Schweden im Rahmen einer Langzeituntersuchung (10 Jahre) an über 23.000 Personen bewiesen wurde.

## Inklusion
Radsport (Special Olympics) ist eine Sportart, die auf den Regeln des Radsports beruht und in Wettbewerben und Trainingseinheiten der Organisation Special Olympics weltweit für geistig und mehrfach behinderte Menschen angeboten wird. Radsport ist seit 1987 bei Special Olympics World Games vertreten.